# Col du Béal
Pour les articles homonymes, voir Béal.
Le col du Béal est un col des monts du Forez (Massif central) qui se situe à 1 387 mètres d'altitude. C'est un lieu propice à la pratique de la randonnée, du cyclisme, du snowkite et du ski de fond. Le site dispose d'une auberge, d'un gîte et d'une boutique proposant des produits locaux.

## Géographie
Le col du Béal est situé sur la ligne de crête des monts du Forez, en limite du territoire communal de Chalmazel-Jeansagnière et de Saint-Pierre-la-Bourlhonne, à la frontière entre la Loire et le Puy-de-Dôme (région Auvergne-Rhône-Alpes).
Le col est situé au cœur des hautes Chaumes, vastes plateaux dégagés classés Natura 2000. L'endroit dispose d'une altisurface, terrain d'altitude pouvant servir à l'atterrissage d'aéronefs dans le jargon aéronautique, implantée sur la pente douce en direction de Peyre-Mayou (1 542 mètres).
Au-dessus du col du Béal se situe la table d’orientation de Roche Courbe (1 433 mètres). On peut y voir à l'ouest le puy de Dôme, les monts Dore, les monts du Cantal et même par temps très clair à l'est les monts du Beaujolais, le mont Blanc et les Alpes.

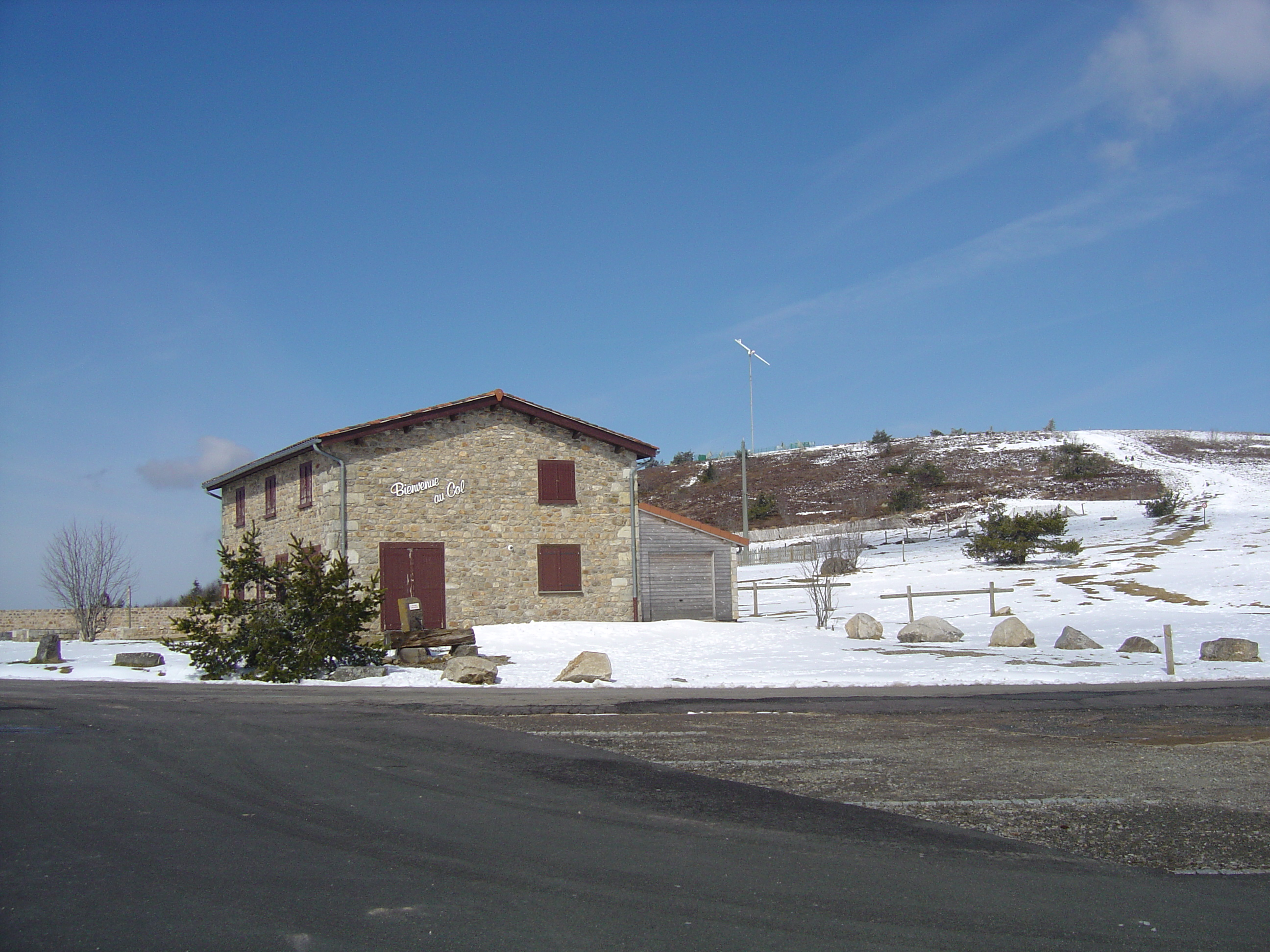
Auberge du col du Béal.
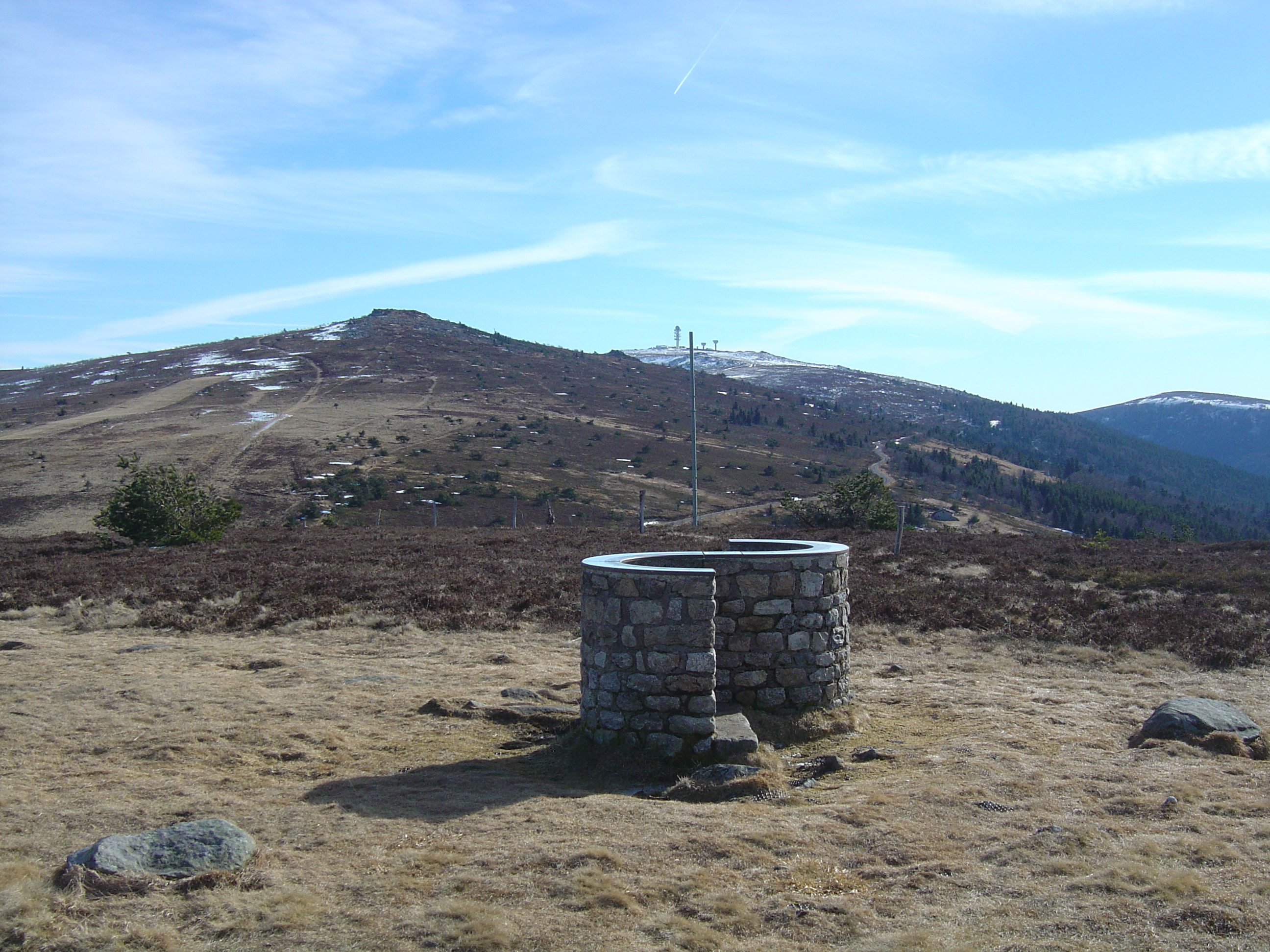
Table d’orientation de Roche Courbe (1 433 m) et vue sur les sommets de Peyre-Mayou et Pierre-sur-Haute.

## Histoire
Le crash d'un hélicoptère léger Robinson R44 se produit sur le col le 6 janvier 2022, causant la mort des deux passagers.

## Activités

### Activités hivernales

#### Domaine nordique du haut Forez
Le Domaine nordique du haut Forez dispose d'un choix de pistes balisées et damées qui évoluent entre 1 253 et 1 428 mètres d'altitude entre forêts et clairières sur les crêtes des monts du Forez. Le site est labellisé  « Nordique France » et relié avec la station du col de la Loge.
Au départ du col du Béal, le domaine propose une boucle verte de 3 kilomètres, une bleue de 6 kilomètres, une rouge de 9 kilomètres et une noire de 17 kilomètres. Le col du Béal dispose également de trois de pistes de raquettes balisées (4, 6 et 8 kilomètres) et d'une piste pour chien de traineau (4,5 km).

#### Snowkite

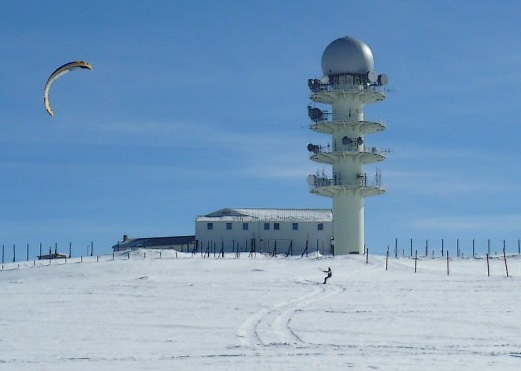
Snowkite au sommet de Pierre-sur-Haute, à proximité du col du Béal.

Les plateaux à nu sur les hauteurs de Chalmazel-Jeansagnière sont propices à la pratique du snowkite de par leur relief dégagé, vierge de toute végétation et leur exposition à la burle, un vent du nord qui souffle l'hiver dans le centre de la France à l'est du Massif central.
Le snowkite est le pendant du kitesurf en sport d'hiver ; la planche de surf étant remplacée dans cette discipline par un snowboard ou des skis. Les crêtes, depuis Pierre-sur-Haute (1 634 mètres) jusqu'au col de la Loge, et plus particulièrement le col du Béal, constituent des lieux adaptés fréquentés par les amateurs.

### Activités estivales

#### Cyclisme

##### Profil de l'ascension
Il existe plusieurs manières de grimper le col du Béal à vélo :
- depuis la station de Chalmazel, les cyclistes pratiquent l'ascension du col du Béal par la route départementale D6, offrant une pente régulière autour de 5 % sur 10 kilomètres ;
- la montée se fait également depuis le point bas, à Leigneux depuis le carrefour entre les routes D1089 et D6 (402 m), via un itinéraire offrant 27,4 kilomètres d’ascension à 3,6 %[7]. Il s'agit de l'ascension la plus longue mais aussi la plus facile. Elle commence par environ trois kilomètres de faux plat jusqu'à Sail-sur-Couzan (421 m) avant de grimper en bordure de falaise jusqu'à Saint-Georges-en-Couzan dans des pourcentages avoisinant les 6 %. Cette route passe à côté de la forteresse de Couzan. Les huit kilomètres suivants jusqu'à Chalmazel sont roulants avec tantôt du faux-plat montant, tantôt du faux-plat descendant. C'est uniquement à la sortie de ce village que l'on trouve une courte portion plus pentue. Du centre de Chalmazel (857 m)[8], il reste 10,15 km à 5,25 %. On entre dans la forêt à partir du carrefour du lieu-dit « Chanteloube » (1 056 m)[9] à 6,1 km du col du Béal avec environ 5,5 % de moyenne pour terminer. Ce n'est qu'à un peu moins de deux kilomètres du but qu'apparait le paysage des hautes chaumes ;

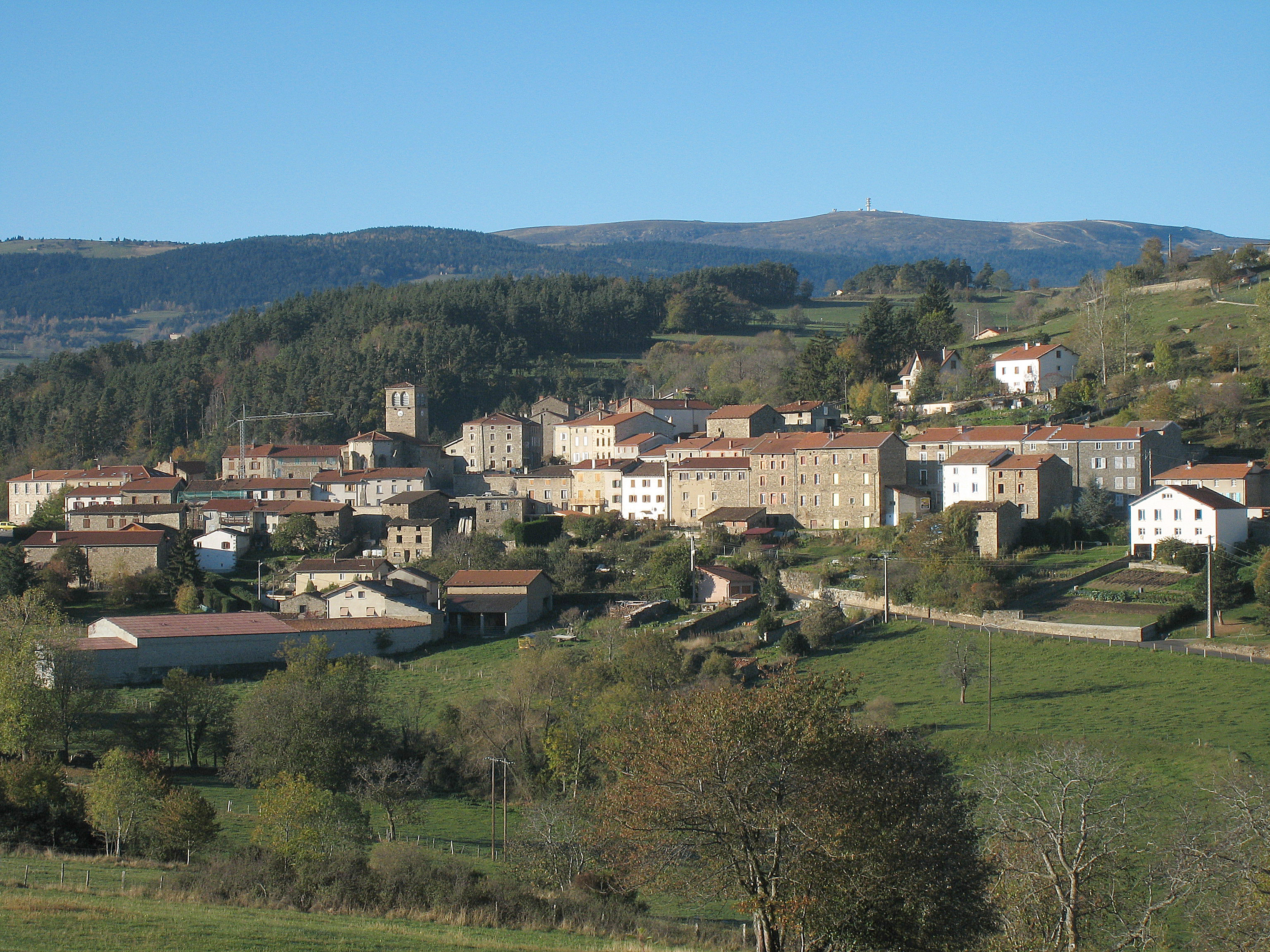
Saint-Georges-en-Couzan.
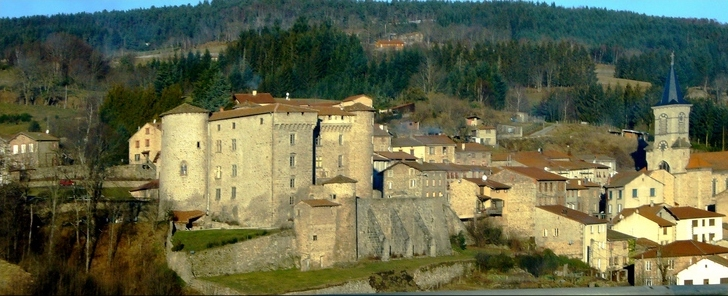
Chalmazel.

- l'ascension se réalise également sur le versant auvergnat, le plus difficile, en particulier depuis Vertolaye au départ du carrefour des routes D906 et D268A (495 m) à l'entrée du village, en passant par Saint-Pierre-la-Bourlhonne, d'une dénivelée de 895 mètres sur 13,7 km, empruntant ensuite les routes départementales D40. L'ascension commence par 2,9 km à 4,7 % jusqu'au lieu-dit « Les Granges » (631 m)[10]. Commence alors la partie la plus difficile avec 4,2 km à 7,7 % de moyenne jusqu'à Saint-Pierre-la-Bourlhonne sur une route en grande partie boisée et qui comprend un pourcentage maximum de 9 % un kilomètre environ avant l'entrée de ce village[11]. On trouve aussi un petit raidillon en passant devant l'église de Saint-Pierre la Bourlhonne[11] (960 m d'altitude environ, km 7,1). Un peu après ce village, au lieu-dit « La Grange-Neuve » (1 046 m, km 8,4), les pentes se radoucissent et deviennent rectilignes, avoisinant les 5 et 6 %, pendant environ deux kilomètres. Une courte portion très roulante précède même l'épingle du lieu-dit « Le Goth de la Montagne »[12]. Mais les deux ultimes kilomètres sont à nouveau plus durs, avec un peu plus de 7 % de déclivité[11]. C'est seulement dans le dernier kilomètre que l'on quitte la forêt de conifères en faveur du paysage des hautes chaumes. Le pourcentage avoisine les 6,5 % sur l’ensemble de la montée[13]. Il existe une variante de ce versant ouest démarrant de Marat avec un début irrégulier fait de raidillons et courtes descentes avant de rejoindre après quelques kilomètres la route commune montant au col avec celle de Vertolaye, au hameau des Granges ;

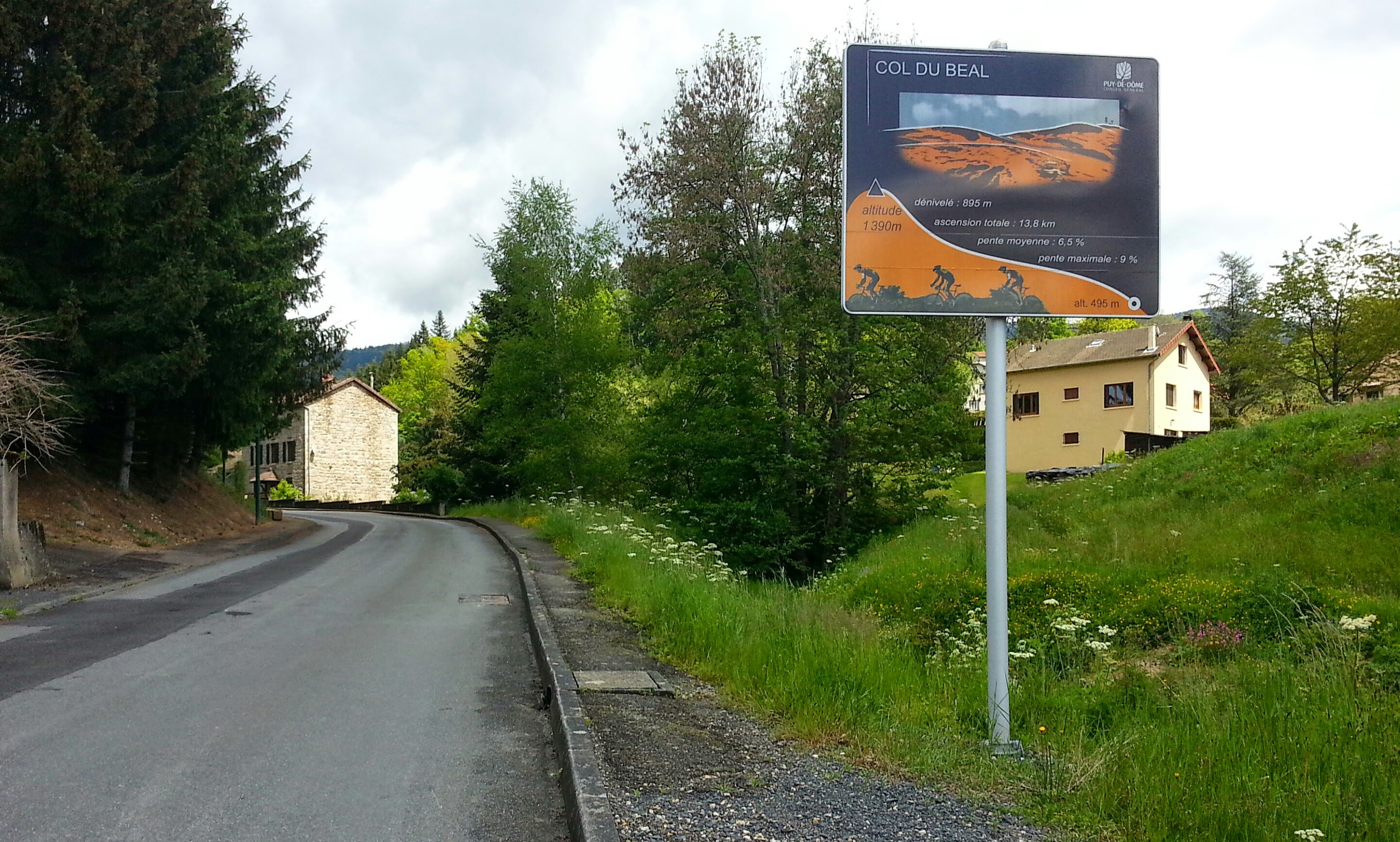
Panneau au pied du col du Béal, à Vertolaye.
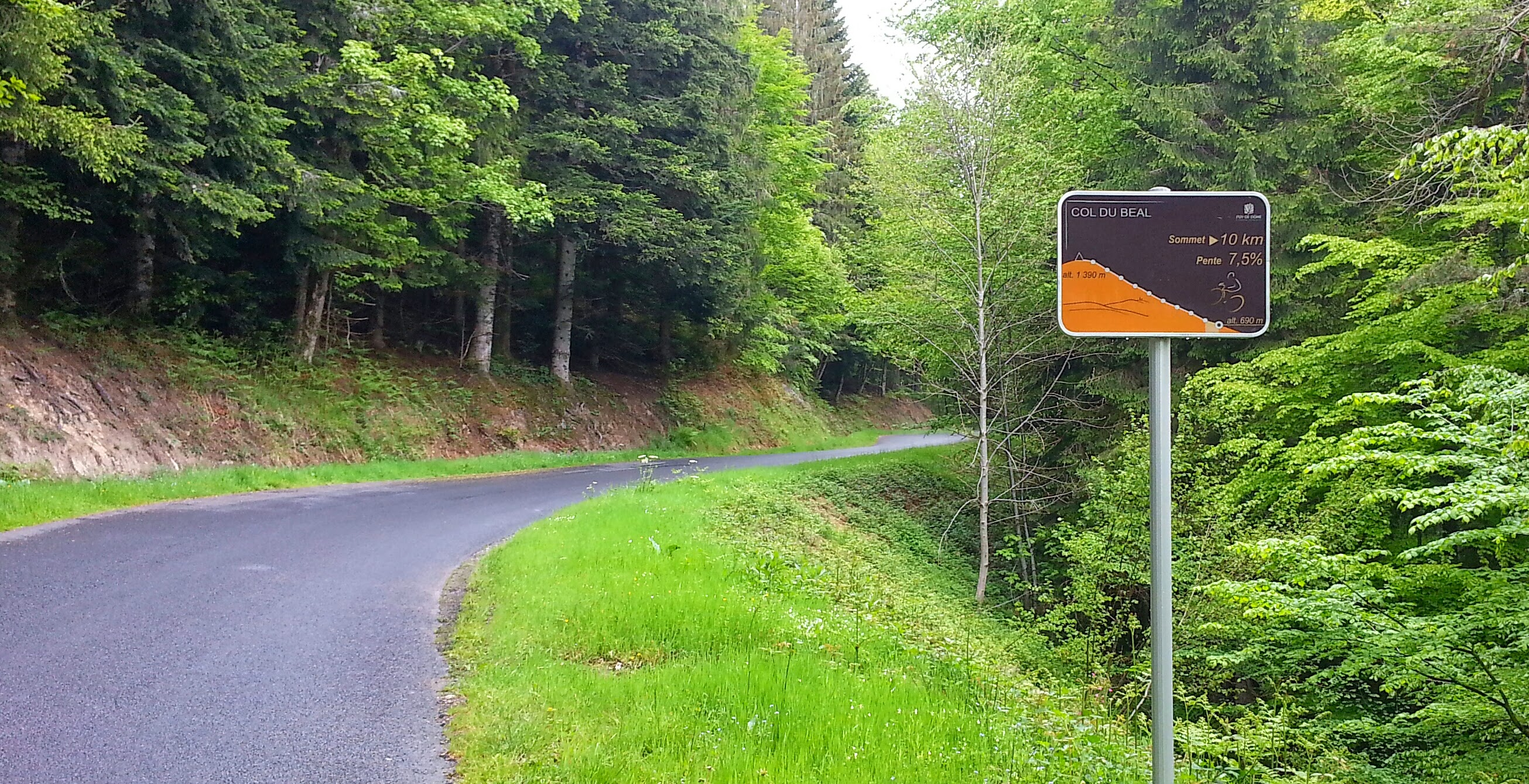
Dans la portion la plus difficile entre le lieu-dit « Les Granges » et Saint-Pierre la Bourlhonne.
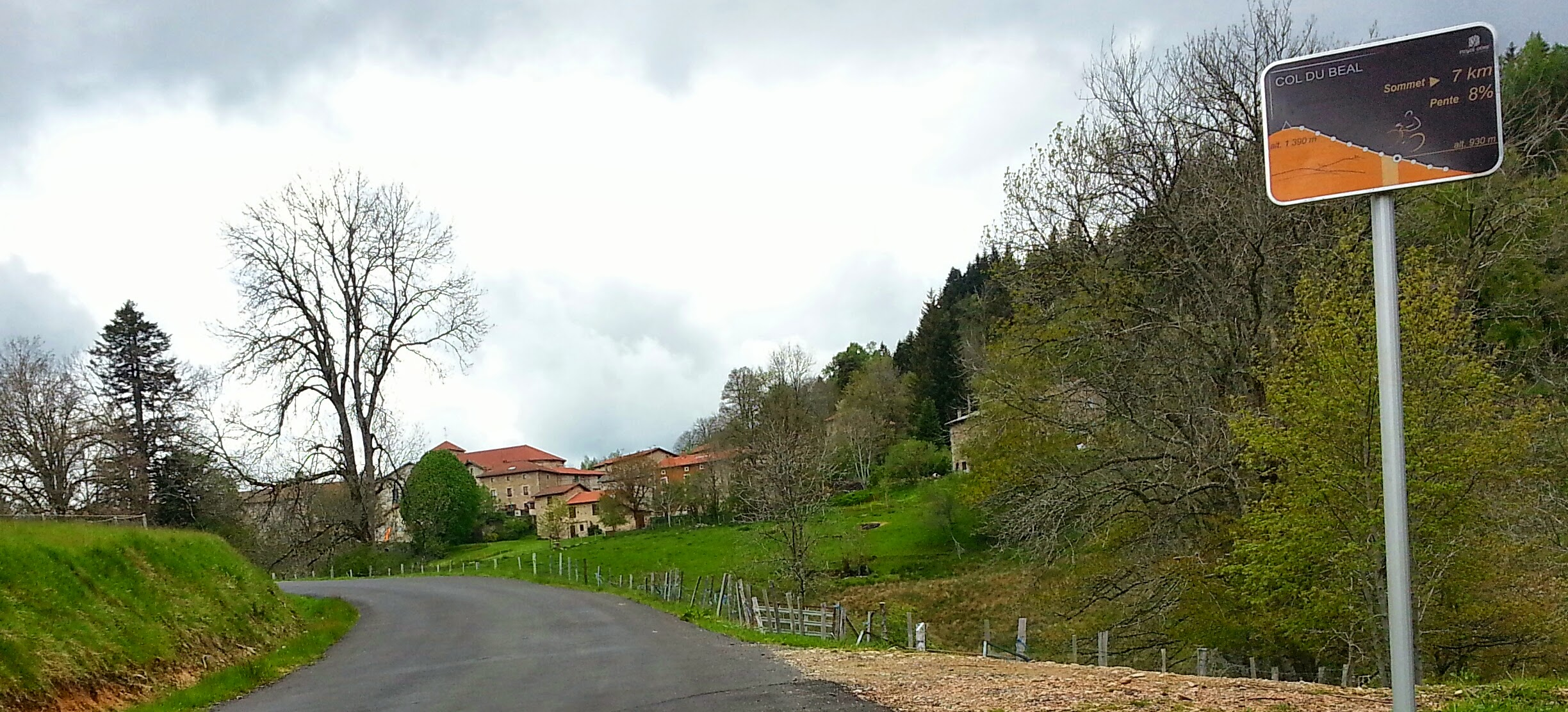
Entrée de Saint-Pierre la Bourlhonne.
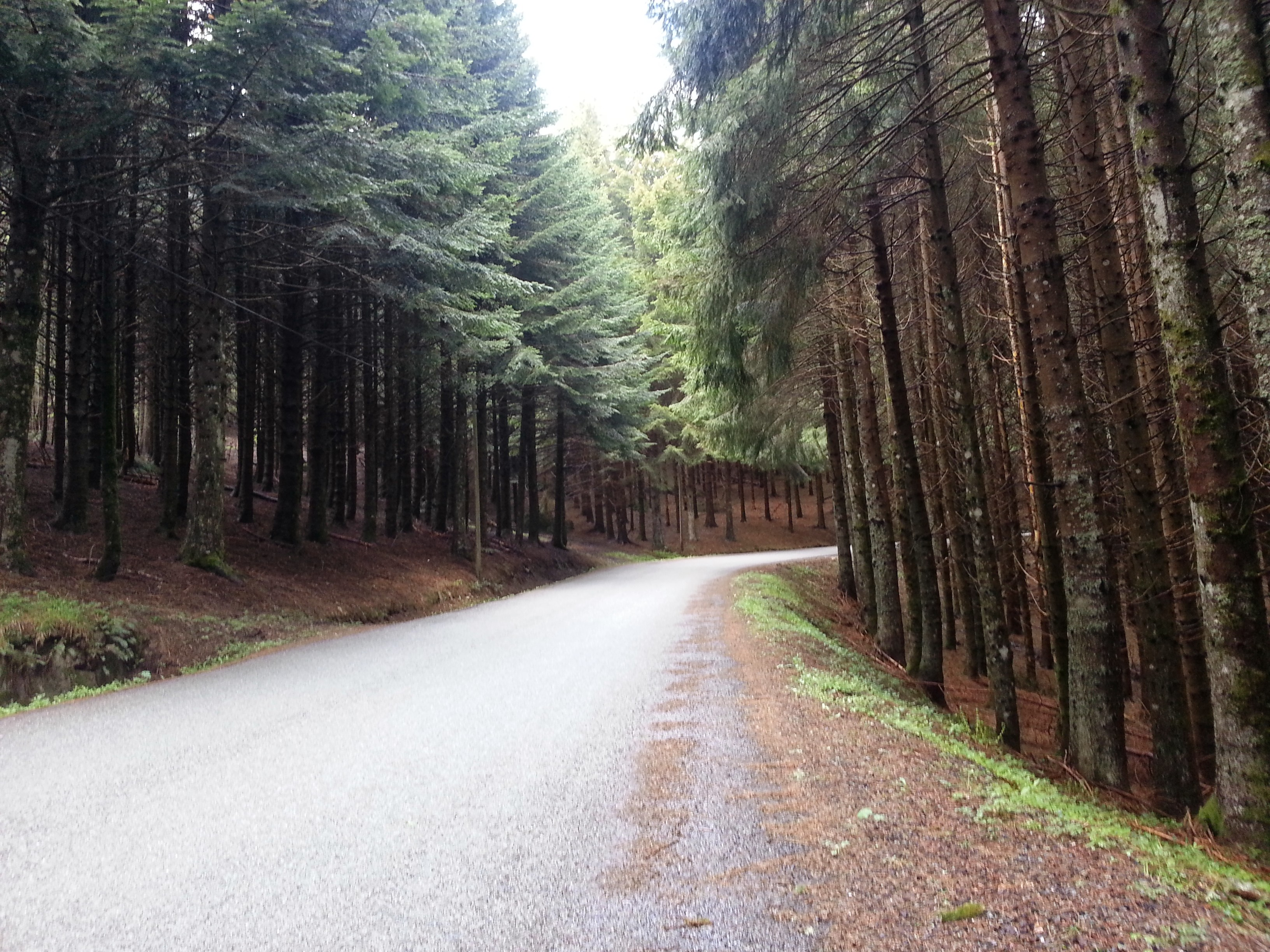
Route en forêt à quelques kilomètres en contrebas du col.
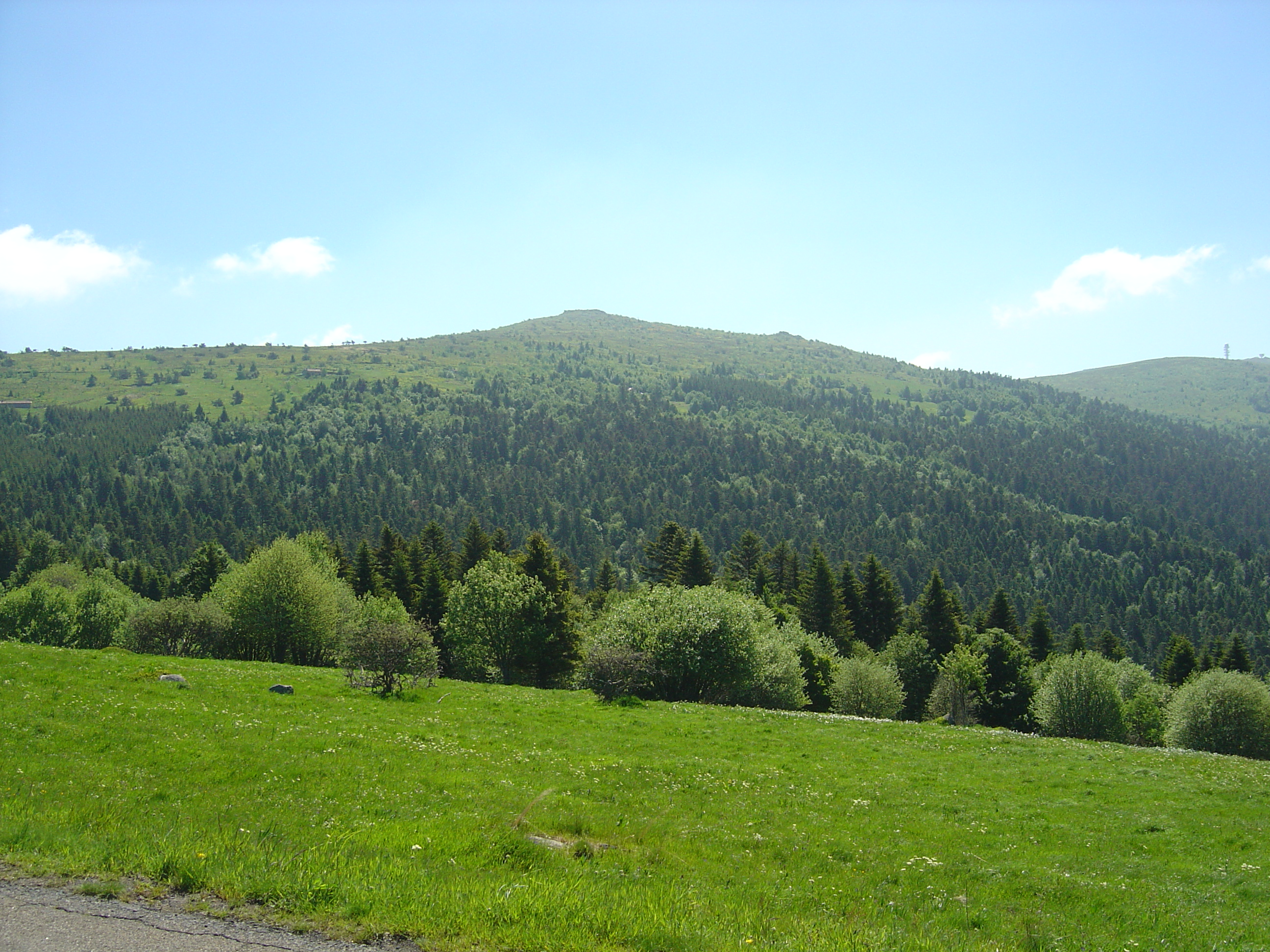
Vue sur le sommet de Peyre-Mayou dans le dernier kilomètre de l'ascension du col du Béal par le versant ouest.

- depuis Olliergues sur un versant plus au nord, l’ascension est longue de 23,1 km, en partant du petit croisement (436 m) entre l'avenue du maréchal de Lattre de Tassigny (D906) et la route du Brugeron (D37) ; elle est assez irrégulière. Celle-ci commence par une rampe de 450 m à 5,55 % pour se hisser jusqu'au croisement (461 m) avec la route d'Augerolles et la route continue à grimper modestement à travers les derniers lotissements du village d'Olliergues. Par la suite, la pente se radoucit un peu jusqu’un peu plus loin que le château de Montmarie et avec des conifères au bord de la route et on trouve même une mini-descente jusqu’au hameau de « Narbonne » (621 m, km 5,1)[14], avec des bovins dans les près à côté. Il faut profiter de cet élan pour remonter la pente qui suit ce hameau en relançant. On rencontre alors une route presque plane et même une courte petite descente avec des chèvres dans les prairies jusqu’à une ferme et un élevage de daims au croisement de la route d’Olmet, au lieu-dit « Chamaly » (653 m)[14] après 6,6 km de route. S'ensuivent des pentes qui approchent les 5 % avant un nouvel aplanissement et encore une mini-descente jusqu’au carrefour de Les Mines (756 m, km 10,1) au croisement des routes de Vertolaye, Le Brugeron, et La Renaudie. Mais la pente remonte jusqu’au croisement du « Grun Batailler » (812 m, km 11,7)[15] entre la D37 qui continue jusqu'à La Chamba et la D66.

Un peu plus loin à l'entrée du Brugeron se situe le carrefour (827 m, km 12,1) de la D66 qui continue jusqu'à Saint-Pierre-la-Bourlhonne et de la D106 que l'on suit. De ce point qui peut-être considéré comme le pied de l'ascension si on vient de La Chamba ou Saint-Pierre-la-Bourlhonne, il reste 11 kilomètres km à 5,1 % alors que 12,1 km à 3,2 % ont été parcourus pour ceux venant d'Olliergues. Une rampe permet d’accéder au centre du bourg du Brugeron. Si la pente moyenne jusqu’au col du Béal approche fréquemment les 5 %, on note toutefois quelques portions plus pentues notamment vers le lieu-dit « Les Echelettes » plus de 2 km après le village. La route alterne les portions forestières avec des conifères et quelques clairières avec granges isolées. Dans cette forêt, on passe à côté du chalet du Camelot (1 139 m, km 17,6) sur l'espace nordique du Haut-Forez. À 2 km en contrebas du col, on entre véritablement dans le paysage des Hautes Chaumes du Forez. Alors que la route passe à côté de la « jasserie de Jean-Marie » (à proximité du lieu-dit « Le Pater »), on découvre les sommets de Peyre-Mayou et Pierre-sur-Haute. Le dernier km est le plus facile, en passant à côté d’une stèle dressée au pas de la Croix, 750 mètres avant d'arriver au col du Béal, rendant hommage à deux résistantes parachutées au lieu-dit « Croix Saint-Anne » (à 900 m du pas de la Croix, sur la limite séparant les communes du Brugeron et de Chalmazel-Jeansagnière) dans la nuit du 12 au 13 août 1944, ainsi qu'aux deux frères, Benoît et François Guilhot, résistants, les ayant hébergées chez eux, au Brugeron (lieu-dit Les Tuiches). Le point culminant de la route menant du Brugeron au col du Béal croise le pas de la Croix, à 1 399 mètres d'altitude, surplombant donc légèrement le col du Béal. Les derniers hectomètres se font donc en faux-plat descendant.

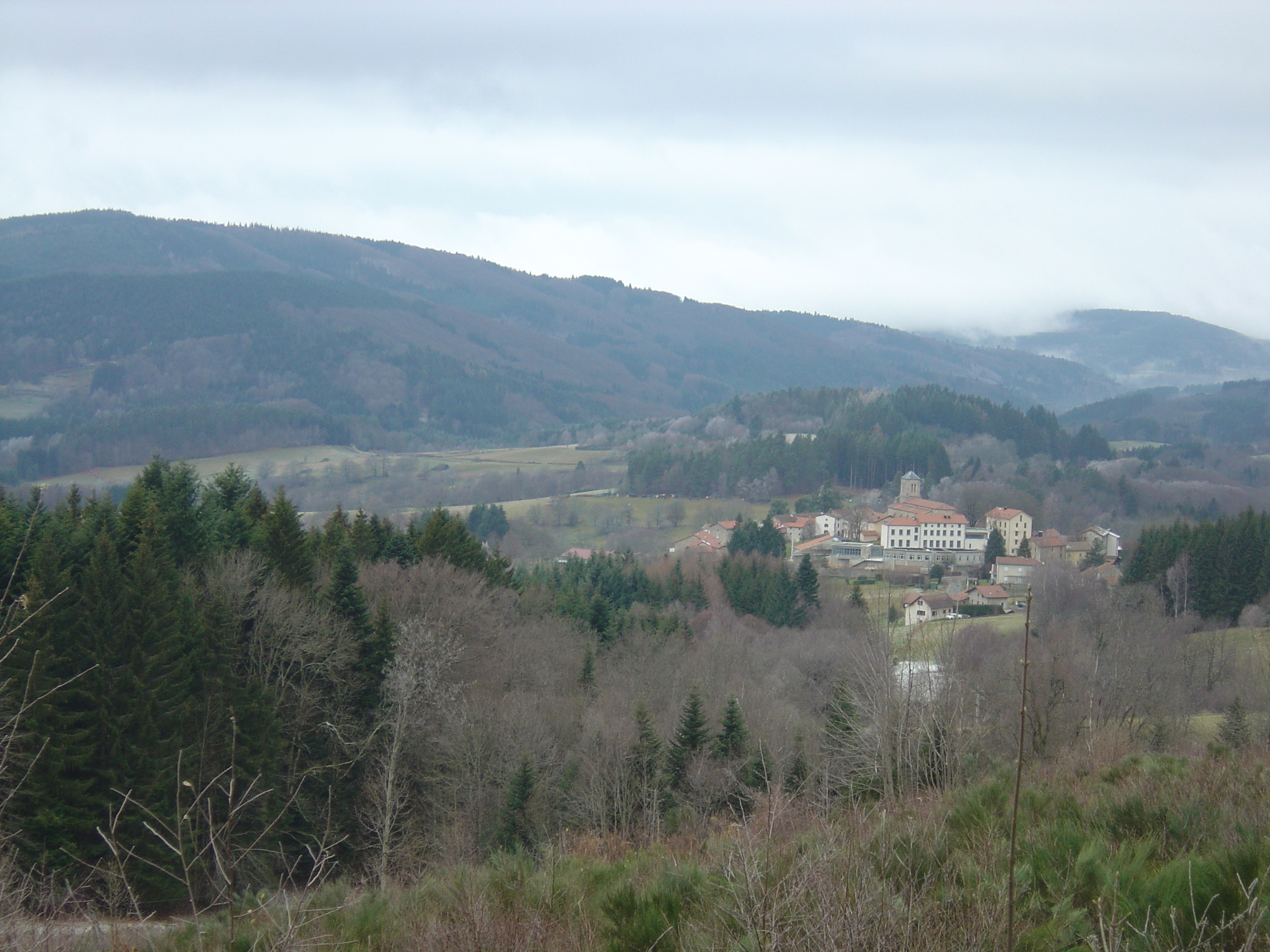
Plus bas le Bourg du Brugeron vu depuis la D106 montant au col.
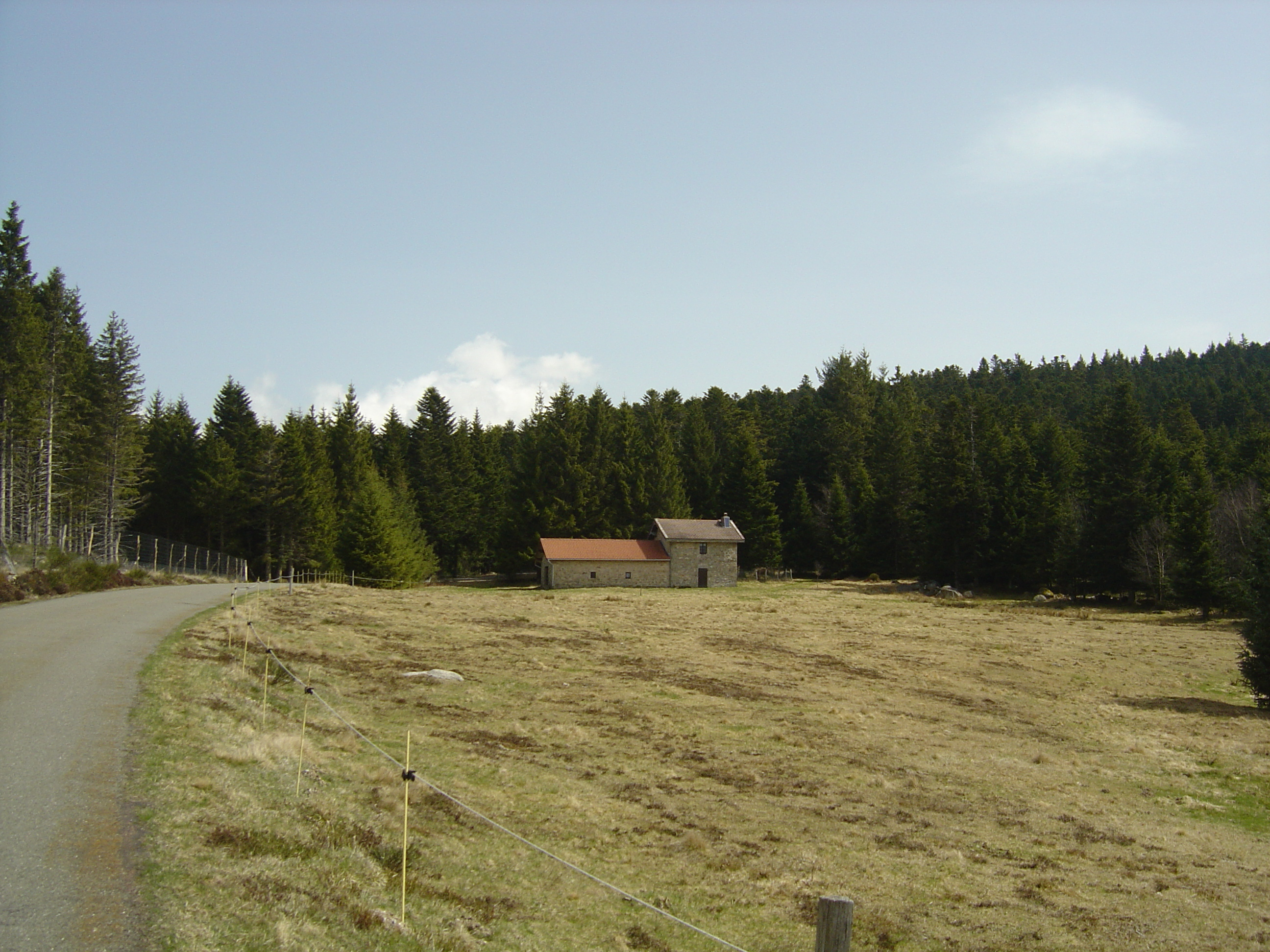
Clairière et grange entre Le Brugeron et le col du Béal.
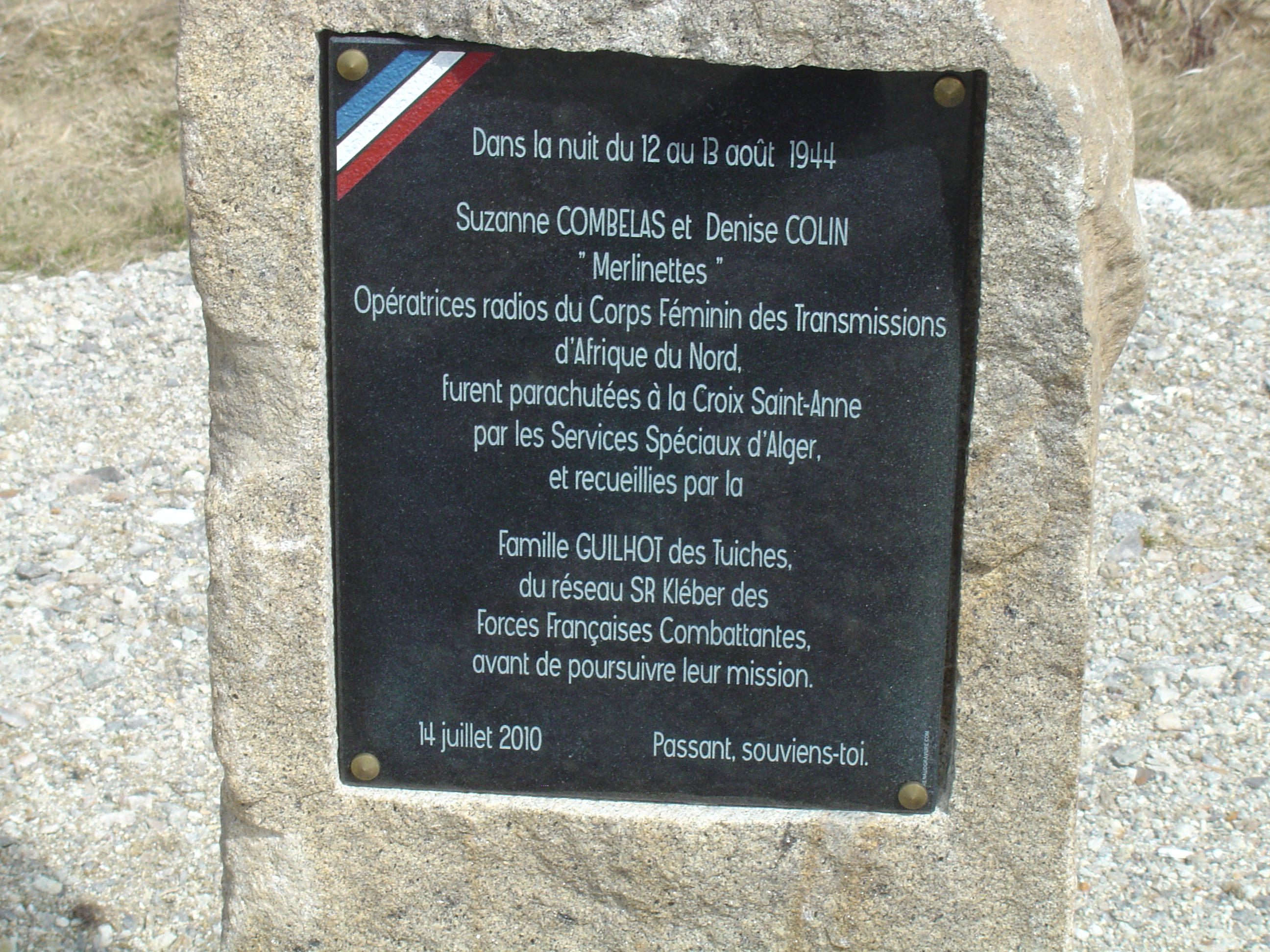
Stèle au pas de la Croix (1 399 m).

C'est un col particulièrement exposé au vent, c'est pourquoi il fait fréquemment frais au sommet. L'ascension peut se prolonger jusqu'au sommet de Pierre-sur-Haute en empruntant les 4,1 kilomètres de la route militaire (interdite aux véhicules à moteur sauf en cas de dérogation). Si on parvient sans trop de peine à arriver au lieu-dit « col de la Chamboîte » (1 486 m) après une portion roulante et rectiligne, les deux derniers kilomètres menant à la station hertzienne sont en revanche plus difficiles avec des passages à près de 12 %. Ainsi, partant de Vertolaye (altitude : 495 m), il est possible de réaliser une ascension cycliste longue de 17,8 km, avec un dénivelé de 1 121 mètres (l'altitude étant de 1 616 mètres à l'entrée de la station interdite au public).

##### Courses cyclistes
Son ascension par Le Brugeron classée en 2e catégorie  est effectuée lors de la 14e étape du Tour de France 2020 mais encore loin du terme de l'étape. Il est franchi en tête par Stefan Küng.
Grimpé depuis Vertolaye et classé en première catégorie, le col a accueilli l'arrivée de la troisième étape du Tour de l'Avenir 2010, remportée par le Belge Yannick Eijssen.
Le col de Béal a été le théâtre d'une arrivée au sommet lors du Critérium du Dauphiné 2014, encore grimpé par Vertolaye mais cette fois-ci classé hors catégorie. Christopher Froome l'a emporté devant Alberto Contador, qu'il n'a pas réussi à lâcher. Son ascension par le versant nord, classée en 2e catégorie, est au programme de la 1re étape du Critérium du Dauphiné 2020, cependant loin de l'arrivée. 
Le col du Béal est aussi parfois emprunté au début du mois de juillet sur la cyclosportive Les Copains au départ d'Ambert.
En 2025, il est au programme de la 6e étape du Tour de France Femmes, entre Clermont-Ferrand et Ambert. Il est alors classé en 1re catégorie. Membre du groupe d'échappées et porteuse du maillot de meilleure grimpeuse, Élise Chabbey est la première à le franchir.

#### Randonnée pédestre et VTT

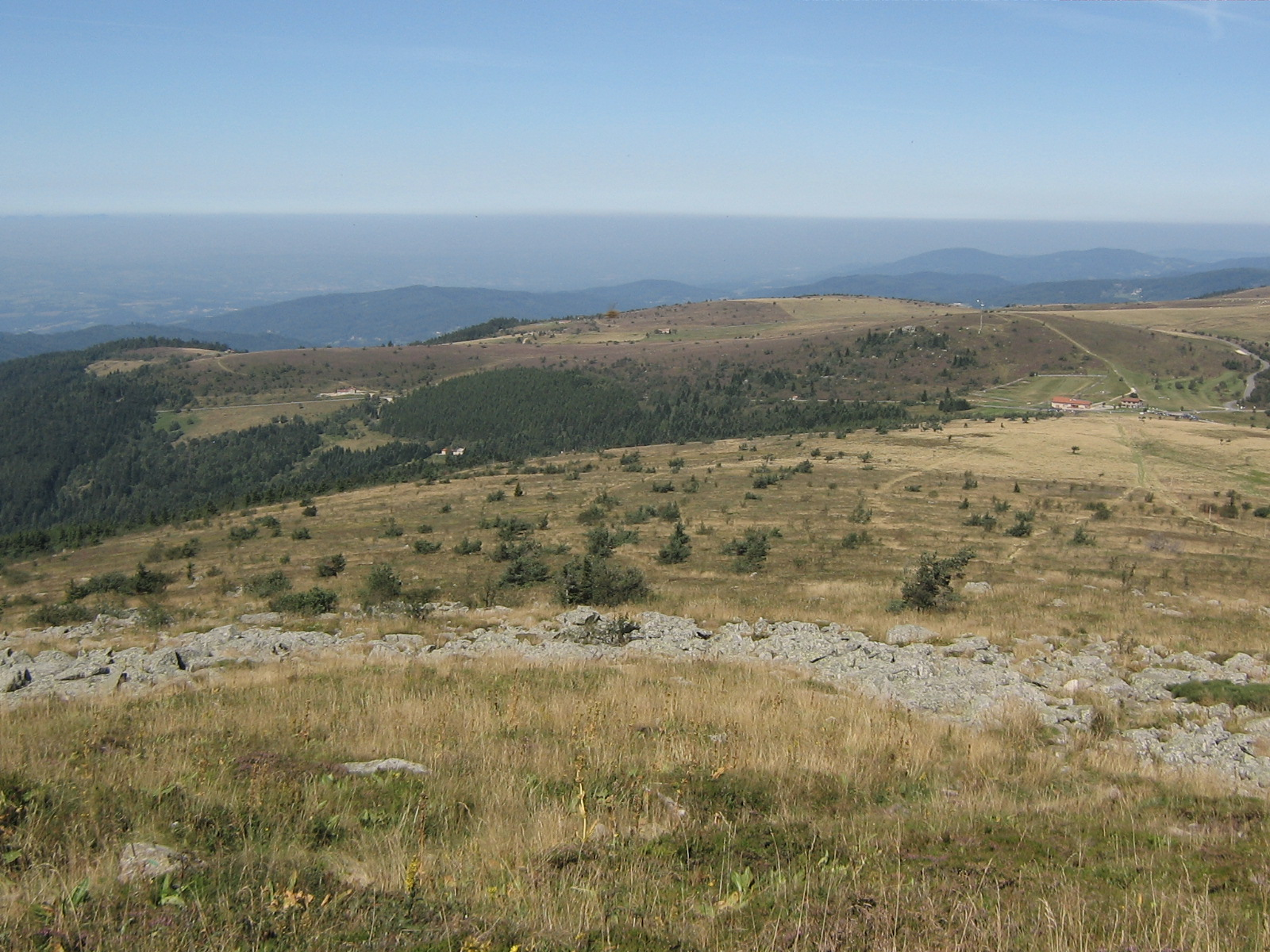
Vue sur le col du Béal depuis le sentier pédestre GR 3

Plusieurs sentiers balisés permettent la balade ou la randonnée, notamment jusqu'à Pierre-sur-Haute, le point culminant du massif, via le sentier pédestre GR 3, premier chemin de grande randonnée balisé en France, qui évolue sur la ligne de crête, reliant le sommet au col du Béal et col de la Loge et offre des panoramas sur la région Auvergne-Rhône-Alpes. Le sentier permet également de partir à la découverte des hautes Chaumes (vastes plateaux d'altitude formés de landes et tourbières et des jasseries, ces petites fermes d'altitude séculaires en pierre de taille, au toit de chaume ou de tuiles rouges où étaient affinées les fourmes.
Le col est également en liaison avec les sentiers VTT balisés de la station de Chalmazel, proposant au total neuf circuits d'une distance comprise entre 2,5 kilomètres et 17 kilomètres, complétés d'un itinéraire de descente freeride et d'un bikepark. Le retour au col peut être facilité par le télésiège des Jasseries, dont les véhicules sont équipés pour accueillir les vélos.